# Amersfoort Jazz
Amersfoort Jazz és un festival de jazz a l'aire lliure celebrat anualment a la ciutat holandesa d'Amersfoort. El festival té vuit escenaris repartits pel nucli antic de la ciutat, principalment ubicats davant d'edificis històrics. El festival se celebrava històricament el segon cap de setmana del mes de maig, però des de 2015 també s'ha celebrat el mes de juny en alguna ocasió. Té una durada de tres dies i més de 100.000 visitants cada any.